# Protéase aspartique
Une protéase aspartique (EC 3.4.23), également appelée aspartate protéase et aspartyl-protéase, est une peptidase qui utilise un résidu d'aspartate pour catalyser les réactions affectant leur substrat peptidique.  De telles enzymes possèdent généralement deux résidus d'aspartate fortement conservés dans leur site actif et leur activité est optimale à pH acide.  La pepstatine est un inhibiteur de presque toutes les protéases aspartiques connues.
Des endopeptidases aspartiques ont été caractérisées à partir de vertébrés, de mycètes et de rétrovirus.  Des endopeptidases aspartiques associées au métabolisme bactérien de la prépiline de type 4 — prépiline peptidase — et au métabolisme archéen de la préflagelline — préflagelline peptidase — ont été récemment décrites,.
Les pepsines, les cathepsines et les rénines comptent parmi les protéases aspartiques d'eucaryotes.  Elles ont une structure à deux domaines qui proviendrait d'une duplication génétique ancestrale.  Celles des rétrovirus et des rétrotransposons sont bien plus petites et apparaissent comme homologues d'un domaine de protéase aspartique d'eucaryote.  Chaque domaine apporte un résidu d'aspartate et un site actif dans une fente située entre les deux lobes de la protéine.  L'un des lobes a probablement évolué à partir de l'autre par duplication de gène dans un passé éloigné.  Les enzymes actuelles ont une structure tertiaire semblable mais une structure primaire plus variable, hormis le site catalytique, qui est hautement conservé.  Les protéases aspartiques sont également caractérisées par la position très stable de ponts disulfure.